# Piotr Sadkowski
Piotr Aleksander Sadkowski (ur. 1969) – polski literaturoznawca, romanista, doktor habilitowany nauk humanistycznych, profesor Uniwersytetu Mikołaja Kopernika w Toruniu, prodziekan Wydziału Humanistycznego UMK, specjalności naukowe: literatura migracyjna, literaturoznawstwo porównawcze, narratologia.

## Życiorys
W 1999 na podstawie rozprawy pt. Proza powieściowa Alberta Cohena: transtekstualność i otwartość interpretacyjna uzyskał na Wydziale Neofilologii Uniwersytetu im. Adama Mickiewicza w Poznaniu stopień naukowy doktora nauk humanistycznych (dyscyplina: literaturoznawstwo, specjalność: literaturoznawstwo romańskie). W 2012 na podstawie dorobku naukowego oraz rozprawy pt. Opowiadania odysejskie. Temat powrotu z wygnania w pisarstwie migracyjnym w Quebeku i we Francji nadano mu na Wydziale Filologicznym Uniwersytetu Mikołaja Kopernika w Toruniu stopień naukowy doktora habilitowanego nauk humanistycznych (dyscyplina: literaturoznawstwo, specjalność: literaturoznawstwo romańskie).
Był adiunktem w Katedrze Filologii Romańskiej Wydziału Filologicznego Uniwersytetu Mikołaja Kopernika w Toruniu oraz kierownikiem tej katedry. Został profesorem uczelni w Instytucie Literaturoznawstwa Wydziału Humanistycznego UMK Instytut Literaturoznawstwa. Objął stanowisko prodziekana tego wydziału.